# Dainik Bhaskar
Dainik Bhaskar is een Hindi-dagblad in India. De krant is opgericht in 1956: het kwam in die jaren uit in Bhopal onder de naam Subah Savere en in Gwalior (als Good Morning India, vanaf 1957). Vanaf 1958 heette de krant Bhaskar Samachar en sinds 2010 komt de krant uit onder de naam Danik Bhaskar. De broadsheet heeft een oplage van ruim 2 miljoen exemplaren. De hoofdredacteur is tegenwoordig (2012) Shravan Garg. De krant is in handen van D B Corp Ltd., een onderneming die in 2008 ook een zakenkrant lanceerde, Business Bhaskar. Dainik Bhaskar is gevestigd in Bhopal.
De krant heeft een liberale signatuur, en is kritisch ingesteld. In juli 2021 vond een inval plaats van de autoriteiten in de kantoren, volgens de overheid wegens vermeende belastingfraude, volgens de krant het gevolg van de rapportering van de krant tijdens de coronapandemie, waaruit bleek dat het dodental in India veel hoger was opgelopen dan officieel toegegeven.